# Produits Chimiques Magnus
 (janvier 2016).
Pour les articles homonymes, voir Magnus.
Produits Chimiques Magnus est une entreprise canadienne spécialisée dans l’application de solutions chimiques et mécaniques dans différents champs d’activités : le traitement d’eau des systèmes CVC (HVAC), l’usinage et le nettoyage des métaux, les procédés de désinfection et le traitement des eaux usées. Le siège social et l’usine de fabrication sont situés à Boucherville, Canada (Québec) et l’entreprise possède des bureaux régionaux à Québec, Canada (Québec) et à Whitby, Canada (Ontario). 
L'entreprise fait partie des 300 plus grandes PME du Québec selon un classement établi en 2014 par le journal Les Affaires. De plus, l'entreprise est  membre actif de l'association pour le développement et l'innovation en chimie au Québec (l'ADICQ), d'Éco-tech et s'implique également dans le domaine de la chimie par sa présence au conseil d'administration de Nano-Québec.

## Historique
Produits Chimiques Magnus Limitée fut fondée en 1946. À l’époque, elle était l’une des 19 entreprises licenciées mondialement du groupe Magnus aux États-Unis. La mission première de Magnus Canada était l’application de la chimie pour le traitement des chaudières à vapeur et les procédés de nettoyage industriels. Indépendante depuis 1980, l’entreprise a développé et appliqué son expertise chimique sur de nombreux marchés tels que le traitement d'eau des systèmes CVAC, les nettoyeurs industriels et les lubrifiants spécialisés pour l’usinage des métaux.
En 2000, Magnus s'installe dans une nouvelle usine comprenant des laboratoires d'analyses et de recherche et développement et des bureaux adaptés à ses nouveaux besoins. L’équipe est composée de chimistes, de biochimistes, d’ingénieurs, d’administrateurs, de représentants ainsi que de spécialistes de domaines variés. Les employés sont certifiés CWT (Certified Water Technologist), octroyée par l’AWT (Association of Water Technologies). De plus, Magnus est membre d'Associated Laboratories, un regroupement de plusieurs entreprises chimiques spécialisées dans le traitement de l'eau.

## Expertise

### Prévention, détection et décontamination de la Légionelle
La prolifération de la légionelle dans un système de refroidissement est un problème complexe qui exige une approche globale pour mettre en œuvre un plan de prévention efficace. Magnus a développé une approche de microorganismes de surveillance. Cette technique de détection repose sur une analyse de l'ADN de la bactérie Legionella pneumophila en utilisant la technologie réaction en chaîne par polymérase (PCR). Cette technologie permet une mesure précise des bactéries en moins de 48 heures. L’entreprise s'occupe de la prévention de la légionellose, et ses interventions comprennent l’audit des installations mécaniques, l’élaboration du plan de prévention et des meilleures pratiques à adopter, le dépistage de la bactérie par des analyses et la désinfection des réseaux.

### Eaux de procédés et désinfection
Le service des eaux de procédés et désinfection de Magnus est dédiée à la fourniture de solutions mécaniques utilisant des technologies de filtration, traitement de l’eau et de désinfection. 

### Services techniques
Des unités mobiles sont disponibles pour répondre aux besoins en matière de réparation, d'entretien et de mise à niveau des systèmes. Ces unités s’occupent d'effectuer des réparations sur appel, la réfection d'appareils, le nettoyage de systèmes existants, la formation, les programmes d'entretien préventifs et la livraison en vrac.

### Système CVAC / HVAC et traitement d’eau
Produits chimiques Magnus fait l’implantation de solutions chimiques et mécaniques visant la protection des actifs, l’optimisation de l’efficacité énergétique, le respect de l’environnement, (certains produits sont certifiés par Éco-logo) et la sécurité du milieu de travail à travers une gestion responsable de l’eau,. Ses produits et services sont destinés aux marchés commerciaux, institutionnels et industriels afin d’effectuer le contrôle de la corrosion, l’encrassement et la croissance microbiologique au niveau des systèmes de chauffage et de refroidissement tels que les tours aéroréfrigérantes et condenseurs évaporateurs, les chaudières à vapeur, le chauffage et refroidissement en circuit fermé, la géothermie et les réseaux d’eau chaude domestiques.
Magnus conçoit et fabrique des appareils de traitement permettant d'optimiser l'efficacité des procédés. Ces appareils comprennent les adoucisseurs, les désalcaliseurs, les polisseurs, les systèmes d'injection, la surveillance et contrôle, les systèmes de neutralisation et de l’équipement analytique.

### Traitement des eaux usées
Cette entreprise offre des solutions pour améliorer la qualité de l’eau utilisée dans les systèmes CVAC / HVAC. Ces services en matière de traitement des eaux usées s’appliquent pour la séparation liquide solide (SLS), l’enlèvement d’hydrocarbures, la déshydratation des boues, l’enlèvement des métaux lourds, la déphosphatation  et les systèmes de neutralisation.

### Usinage et nettoyage
Magnus a développé une expertise dans la fabrication de produits chimiques de haute performance ciblés sur l’optimisation des procédés, la protection de l’environnement et la sécurité au travail. Ces procédés incluent la déformation du métal (étirage, roulage, moulage, etc.), l'enlèvement du métal (meulage, mandrinage, perçage, etc.) et le nettoyage et la préparation de surfaces (dégraissage, détartrage, ébavurage, etc.).

## Réglementation de la Régie du bâtiment du Québec (RBQ)
Le 12 mars 2014, la Régie du bâtiment du Québec (RBQ) a publié dans la Gazette officielle du Québec son nouveau projet de règlements concernant les propriétaires de tours de refroidissement à l’eau pour minimiser les risques de contamination par la Légionelle. Ces derniers sont responsables d’enregistrer leurs installations à la RBQ, de mettre en place un programme d’entretien certifié par un professionnel spécialiste de l’entretien des tours d’eau et de tenir un registre des interventions effectuées sur le réseau de refroidissement.